# Die Nächte der Tino von Bagdad

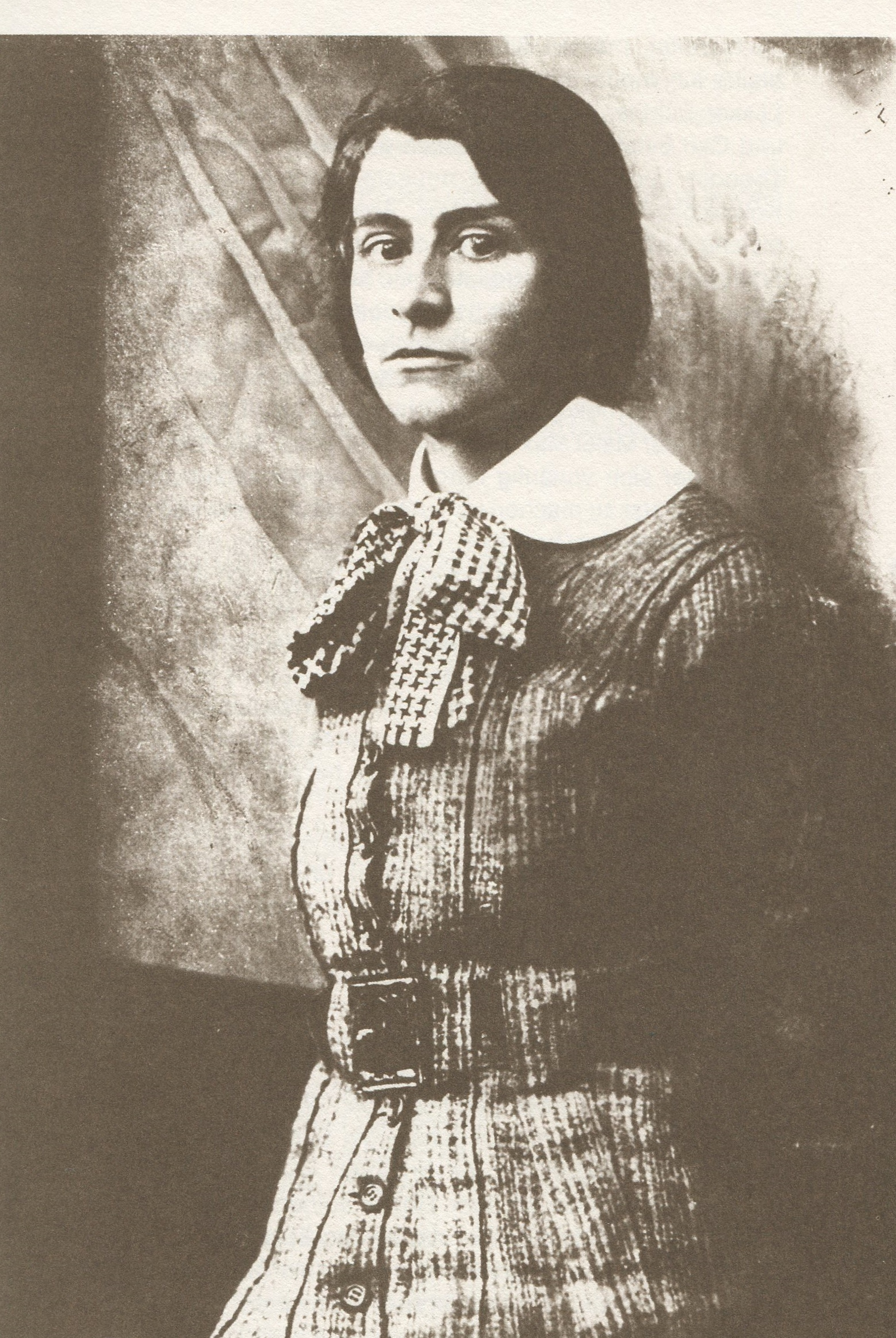
Else Lasker-Schüler im Erscheinungsjahr 1907 der Nächte Tino von Bagdads

Die Nächte der Tino von Bagdad sind orientalische Phantasien von Else Lasker-Schüler, die 1907 als zweiter Prosaband der Autorin im  Axel Juncker Verlag in Berlin, Stuttgart und Leipzig unter dem Titel Die Nächte Tino von Bagdads erschienen.
In ein paar der neunzehn, durchweg kurzen Episoden – zelebriert von der Ich-Erzählerin Tino, der „Dichterin Arabiens“ – fließt in der näheren Umgebung des Harems zur Genüge Blut. Else Lasker-Schülers Orient umspannt das halbe südliche Mittelmeer; reicht von Marokko bis Philippopel.

## Inhalt
Ich tanze in der Moschee
Zeit und Ort sind angegeben: Tino, die erwachte steinalte Mumie, tanzt drei Tage nach der Regenzeit am Nilufer. Tinos Hals ist über und über perlengeschmückt und ihr Ohr verziert ein Steinring. Die Tänzerin reckt und streckt sich viperschnell.
Das blaue Gemach
Das Geschehen spielt sich gleichsam auf Königsebene ab. Tino gehört den gekrönten Häuptern an. Schlanke Sklavinnen behüten und bedienen sie. Der Khedive unterhält Tino mit Freudenfesten. Sie erwartet die Rückkehr Senna Paschas. Blau dominiert nicht nur in dieser Episode als Farbe, sondern verstreut über den ganzen Text hinweg. Blaue Wände im Harem; von einem blauen Schwan, blauen Träumen, blauen Haaren, einem blauen Kuss und einer blauen Nacht ist die Rede.
Plumm Pascha
Der liebenswürdige ägyptische Fürst Plumm Pascha sah Tinos Sohn Pull am Tigrisufer in Bagdad auf einem weißen Elefanten reiten. Seitdem leben Tino und Pull bei Hofe in der Stadt an den Katarakten. Plumm Pascha hat Pull mit seinen sechs Monate alten Zwillingsprinzessinnen verheiratet. Tino kann wohl nicht anders – sie wird die neunundsiebzigste Frau Plumm Paschas werden.
Ached Bey
Ortswechsel. In Bagdad fließt das Blut in Strömen. Immer wenn Tinos Onkel – der Kalif Ached Bey – mit seiner großen Hand winkt, wird ein Sohn „edler Mohammedanergeschlechter“ Landesverrats wegen enthauptet. Andertags weilt der Kalif bei Allah. Der Oheim – in Jugendzeiten hatte er die Jüdin Naëmi geliebt – „liegt im Palast tot auf seiner großen Hand“. Im Tanzen wirbelt Tino, „Bagdads Prinzessin“ Wüstenstaub auf und tanzt über Meereswellen. Das Volk verstummt.
Der Tempel Jehovah
Tino, die tanzende Mumie, errichtet Jehova singend einen Tempel aus Himmelslicht.
Minn, der Sohn des Sultans von Marokko
Tino, inzwischen am Hofe ihres Onkels, des marokkanischen Königs Sultan Ali Mohammed, tanzt – nur notdürftig bekleidet – mit ihrem 16-jährigen Cousin Minn. Tinos Vater, der weißbärtige Mohammed Pascha, kennt kein Erbarmen. Die allzu genau hingesehen haben, werden auf der Stelle bestraft. Den schwarzen Dienern werden die Zungen durchbohrt und die Edelleute werden geblendet. Dem schrecklichen Strafgericht steht der königliche Onkel nicht nach. Tino meint, der Sultan habe Minn die Glieder zerrissen.
Der Fakir von Theben
Zurück nach Ägypten: Mit dem Fakir ist nicht zu spaßen. Paarmaliges Begrabensein hat er überlebt und währenddessen „die Kräfte der Erde gesammelt“. In Theben blutet jede gebärfähige, blühende Frau unausgesetzt, nachdem sie der Fakir mit seiner fleischlosen Hand berührt hat. Tino möchte dem „frommen Werk“ Einhalt gebieten und kniet vor dem Erbarmungslosen nieder. Der Fakir will als Gegenleistung Tinos Fingerring. Sie lehnt ab, denn der Ring hat einen Stein. In dem trägt Tino den Himmel. Zur Strafe lässt der Fakir alle Frauen Thebens bluten.
Der Khedive
In Kairo erhebt der Khedive Tino, die Tochter des weißbärtigen Mohammed Pascha, über alle seine Frauen. Als der Khedive  mit ihr tanzen möchte, ist die Mumie einmal vorübergehend gestorben.
Mein Liebesbrief, Der Magier
Doch ungeachtet ihres Todes agiert die tanzende Mumie Tino quicklebendig weiter; liebt Abdul Antinous, den Sohn des jüdischen Feldherren Bor Ab Baloch.
Der Großmogul von Philippopel
Philippopel, der Bosporus und Konstantinopel erscheinen als eine Gegend. Tino will ihren Cousin Hassan lieben, teilt aber das Schicksal des Großmoguls. Von einem Insekt auf die Zunge gestochen, wird die Dichterin sprachlos. In Versen kann sie allerdings noch sprechen. Als Tino endlich die Umgangssprache wiedergefunden hat, wird sie das Sprachrohr des stummen Herrschers. Aber ihre Worte – Verbiegung und Verbesserung des Herrscherwillens artikulierend – missfallen. Der Großmogul wirft sie  aus seinem Reichspalast und sie sinkt zur Eseltreiberin herab. Ihr wunderherrlicher Cousin Hassan, den sie lieben wollte, kann sie nicht mehr erkennen.
Tino an Apollydes, Appollydes und Tino sind Zagende und träumen unter der Mondscheibe, Apollydes und Tino kommen in eine morsche Stadt, Tino und Apollydes, Im Garten Amri Mbillre
Tino küsst den schönen Griechenknaben Apollydes im Garten des Königs Amri Mbillre in der namenlosen Stadt. Tino und Apollydes lieben sich. Der Griechenknabe wird vom König dafür bestraft.
Der Sohn der Lîlame
Lîlame hatte ihrem Gemahl – dem Großwesir von Konstantinopel – Mêhmêd geboren, einen Jungen mit hellblauen Haaren. Seiner Haarfarbe wegen wird der Kleine vom Volke verlacht. Als Mêhmêd herangewachsen und der Tag des großen Köpfens gekommen ist, will er sich an den Lachern aus der Volksmenge rächen. Aber die Köpfe rollen nicht. Mêhmêd demütigt jeden Lacher öffentlich und schickt ihn dann nach Hause.
Der Dichter von Israhab, Die sechs Feierkleider
Methusalem stirbt in seinem 969. Jahr an dem Tage, als seine Amme Mellkabe bestattet wird. Henoch, das ist Methusalems Vater, hält in Gestalt eines Raben beim Verstorbenen Totenwache. Methusalems jüngster Sohn Grammaton ist Dichter. Seine beiden 500-jährigen Brüder bringen ihm bei, dass das väterliche Erbe wohl halbierbar, doch nicht durch Drei teilbar sei. Grammaton hasst nun die Brüder und rottet das ganze Geschlecht Methusalem aus.

## Selbstzeugnis
Else Lasker-Schüler schrieb gegen das Missverständliche in ihrem Text an das Ehepaar Franz und Maria Marc: „Ihr meint ich sei ein sexueller Mensch, Ihr kennt mich nicht...“

## Form
Im Artikelkopf wurde von der Ich-Erzählerin Tino gesprochen. Das stimmt nicht ganz. Wenn Tino beim Namen genannt wird – zum Beispiel in der Episode Der Khedive – verlässt die Erzählerin vorübergehend den Ich-Standpunkt.
Der Text bleibt streckenweise beim ersten Lesen unklar. Zum Beispiel tritt in der Episode Der Magier kein Zauberer auf. Erst als nach ihm gesucht wird, folgt die Erkenntnis: Abduls Vater ist der Magier. Allein sein Feldherrenblick lässt die Stadttore der Feinde stürzen.

## Rezeption
- 27. März 1952: Ingeborg Hartmann in der „Zeit“: Prinzeß Tino von Bagdad
- Bänsch kreidet inhaltliche Bruchstellen an, die von der gleichmäßigen Form nicht übertüncht wurden.[8] Überdies seien die orientalischen Elemente oberflächlich eingebracht.[9]
- Feßmann[10] überschreibt ihre Untersuchung des Textes mit „Sprachspiel gegen das Eindeutige“ und präzisiert treffend, die „einander opponierenden Kontexte“ bewirkten das. Zudem lasse die Autorin übliche narrative Ordnungsmuster wie Raum und Zeit nicht gelten, sondern favorisiere stattdessen verwandtschaftliche Beziehungen. Die fünf Apollydes-Episoden sieht Bänsch als Else Lasker-Schülers Verarbeitung der gescheiterten ersten Ehe mit Bertold Lasker und als Ausdruck der Liebe zum Vater ihres Sohnes Paul.[11] In der Episode Der Khedive vertraue die Autorin allein auf die Überzeugungskraft ihrer Sprache, die Feßmann[12] freilich in dieser Passage als rhetorisch erscheint. Die Männer kommen in sämtlichen Episoden ausnahmslos schlecht weg. Die Dichter Mêhmêd und Grammaton werden als Tölpel gezeichnet.[13]
- Bischoff[14] stellt fest, „die Integrität der Figuren“ wird während der Handlung  „aufs Spiel gesetzt“. Herrscher seien in den Episoden statisch und die Tino als „Grenzgängerin“ angelegt. Der Orient als Schaubühne sei seiner „Fremdartigkeit und Andersheit“ – zum Beispiel der geschilderten „Herrschermacht“ und „exzessiven Sexualität“ – wegen gewählt worden.
- Sigrid Bauschinger[15] hebt Else Lasker-Schülers eigenständiges Orientbild hervor. Tino müsse sich nicht, wie ihre Vorgänger in Tristan Klingsors 1903 erschienen „Schéhérazade“ nach der Ferne sehnen, sondern stamme aus Bagdad und sei mit fast sämtlichen arabischen Herrscherhäusern verschwägert. Die Text handle von unglücklicher Liebe Tinos zu Minn und dem Khediven. Nur die Liebe zu Abdul sei die Ausnahme; mache sie zur Dichterin.
- Sprengel[16] weist auf eine Problematik hin. Indem Tino mit den arabischen Herrscherhäusern versippt ist, macht sie sich teilweise an deren im Text geschilderten übermäßigen Blutvergießen mitschuldig.
- Aksan geht der Reihe nach auf jede der Episoden kurz ein; nimmt Ich tanze in der Moschee als rituellen, derwischartigen Tanz zur Gottesfindung. Die Farbe Blau in Das blaue Gemach stehe auch für die Tänzerin als Auserwählte. In Plumm Pascha mache sich die Autorin Gedanken um ihren Sohn Paul. Der rätselhafte Tod des mächtigen Kalifen Ached Bey könnte als Wunsch Tinos gedeutet werden: Wer der Protagonistin in den Schoß greift, wird für solchen Beinahe-Inzest bestraft. Wenn die Tänzerin in Der Tempel Jehovah einen Tempel errichtet, so wäre das einer aus Sprache. In Minn, der Sohn des Sultans von Marokko ist der närrische Minn nach dem Tanz mit Tino auf einmal für die Prinzessinnen bei Hofe interessant. Weil Minn nun nicht mehr mit Tino tanzt, werde der Abtrünnige dafür bestraft. Wie schon in Ached Bey, so empfindet Tino auch in Der Fakir von Theben das Frauenfeindliche in ihrer unmittelbaren Umgebung. In Der Khedive werde Tinos Tod lediglich bekanntgegeben. Als Dichterin, also als Unsterbliche, werde diese Frau selbstverständlich wiedergeboren. In der Episode werde Else Lasker-Schülers Wunsch nach Dichterruhm artikuliert. Aus Mein Liebesbrief gehe auch hervor, die Autorin, liebesfähig, habe aus der Liebe jahrelang Schreibkraft bezogen. In Der Magier sei der Name Abdul Antinous als Brücke zwischen Orient und Okzident gedacht. In Der Großmogul von Philippopel nimmt Tino schließlich die Dominanz der Männerwelt hin. Die fünf Appolydes-Episoden beschreiben die unglückliche Liebe Tinos zu dem Griechenknaben. Mêhmêd verschafft sich in Der Sohn der Lîlame beim Volke durch Scheinhinrichtungen Respekt, wird aber größenwahnsinnig. Gestalten wie Grammaton – Der Dichter von Israhab – sind weltfremde, unglückliche Menschen. Wie Ich tanze in der Moschee den Reigen der Episoden eröffnet, so schließt ihn Die sechs Feierkleider mit einer knappen Traumsequenz.

### Textausgaben
Erstausgabe
- Die Nächte Tino von Bagdads. Titel-Illustrator: Max Fröhlich. 83 Seiten. Verlag Axel Juncker, Berlin und Leipzig 1907.

Andere Ausgaben
- Die Nächte der Tino von Bagdad. Mit einer Einbandzeichnung der Verfasserin. Paul Cassirer, Berlin 1919. 72 Seiten
- Die Nächte der Tino von Bagdad. S. 57–90 in Else Lasker-Schüler: Der Prinz von Theben und andere Prosa. dtv 10644, München 1986, ISBN 3-423-10644-1 (verwendete Ausgabe)

### Sekundärliteratur
- Dieter Bänsch: Else Lasker-Schüler. Zur Kritik eines etablierten Bildes. Diss. Universität Marburg 1969. 271 Seiten[17]
- Meike Feßmann: Spielfiguren. Die Ich-Figurationen Else Lasker-Schülers als Spiel mit der Autorrolle. Ein Beitrag zur Poetologie des modernen Autors. (Diss. FU Berlin 1991) M & P, Verlag für Wissenschaft und Forschung, Stuttgart 1992, ISBN 3-476-45019-8 (Lizenzgeber: Metzler, Stuttgart 1992)
- Doerte Bischoff: Ausgesetzte Schöpfung. Figuren der Souveränität und Ethik der Differenz in der Prosa Else Lasker-Schülers. (Diss. Uni Tübingen 1999) Max Niemeyer, Tübingen 2002, ISBN 3-484-15095-5.
- Sigrid Bauschinger: Else Lasker-Schüler. Biographie. suhrkamp taschenbuch 3777, Suhrkamp Taschenbuch Verlag, Frankfurt am Main 2006 (Lizenzgeber: Wallstein, Göttingen 2004), ISBN 3-518-45777-2.
- Peter Sprengel: Geschichte der deutschsprachigen Literatur 1900–1918. Von der Jahrhundertwende bis zum Ende des Ersten Weltkriegs. C.H. Beck, München 2004, ISBN 3-406-52178-9.
- Sylke Kirschnick: Tausend und ein Zeichen. Else Lasker-Schülers Orient und die Berliner Alltags- und Populärkultur um 1900. Dissertation. Königshausen & Neumann, Würzburg 2007, ISBN 978-3-8260-3207-3.
- Kerstin Decker: Mein Herz – Niemandem. Das Leben der Else Lasker-Schüler. Propyläen, Berlin 2009, ISBN 978-3-549-07355-1.
- anno 2013: Yücel Aksan: Leben in Literatur zwischen Orient und Okzident: Else Lasker-Schülers „Die Nächte der Tino von Bagdad“ (Yücel Aksan bei ub.uni-frankfurt.de), ISBN 978-975-483-991-3.